# Henri Maler
Pour les articles homonymes, voir Maler.
 (février 2021).
Henri Maler, né le 26 novembre 1946 à Toulouse, est un enseignant et militant politique français. Il est cofondateur de l'association Acrimed dont il est le principal animateur de mars 1996 à janvier 2015.

## Diplômes et activités professionnelles
Étudiant en philosophie à Sorbonne de 1966 à 1968. Titulaire d’une Licence de philosophie, reçu à l’Institut de préparation aux enseignements de second degré (en abrégé IPES), il obtient le certificat d’aptitude au professorat de l’enseignement du second degré (CAPES). Il enseigne la philosophie en lycée de 1971 à 1995.
En 1992, il soutient une thèse de doctorat d’histoire sociale, préparée sous la direction de Jean-Marie Vincent : Convoiter l'impossible : critique marxienne de l'utopie et critique de l'utopie marxienne. En 1996, il devient maître de conférences en science politique à l'Université Paris-VIII où il enseigne jusqu’en 2012.

## Activités politiques et associatives
Actif au sein de l'Union nationale des étudiants de France (UNEF) dès 1966, adhérent à la Jeunesse communiste révolutionnaire (JCR) en 1967, il participe au mouvement de mai 68,[réf. souhaitée] puis milite à la Ligue communiste, qu'il quitte pour participer, avec Isaac Johsua, à la formation de l'Organisation communiste Révolution ! en 1971. Celle-ci fusionne en 1976 avec la Gauche Ouvrière et Paysanne (GOP) pour former l'Organisation communiste des travailleurs (OCT). Il quitte cette organisation en 1978, avant sa disparition.
En avril 1996, il prend l'initiative de fonder l'association Action-Critique-Médias (Acrimed), dont il est le principal animateur jusqu'en janvier 2015.
De 1993 à 1997, il est membre du comité de rédaction de la revue Futur antérieur, fondée en 1990 à l'initiative de Jean-Marie Vincent, Denis Berger et Toni Negri, et éditée par les Éditions l'Harmattan. Il contribue notamment aux numéros 19-20 consacrés aux "Sociologies" (1993) et au supplément "Marx après les marxismes", tome 2 : Marx au futur (1997). Il coordonne un numéro spécial "Hegel passé, Hegel à venir" (décembre 1995).
Le 30 novembre 2015, il figure parmi les signataires de l'Appel des 58 : "Nous manifesterons pendant l'état d'urgence".

## Principales publications
Sa thèse de doctorat (Convoiter l'impossible : critique marxienne de l'utopie et critique de l'utopie marxienne) est reprise dans deux ouvrages : Congédier l’Utopie, Éditions L’Harmattan et Convoiter l’impossible, chez Albin Michel.
De 1993 à 1997, il est membre du comité de rédaction de la revue Futur antérieur, fondée en 1990 à l’initiative de Jean-Marie Vincent, Denis Berger et Toni Negri et éditée par les Éditions L’Harmattan. Il contribue notamment aux numéros 19-20 consacrés aux « Sociologies » (1993) et au supplément « Marx après les marxismes », tome 2 : Marx au futur (1997). Il coordonne un numéro spécial « Hegel passé, Hegel à venir » (décembre 1995)
En 1996, il publie avec Denis Berger Une certaine idée du communisme — Répliques à François Furet (Éditions du Félin, 1996), en réponse à Le Passé d'une illusion de François Furet.
Coauteur, avec Serge Halimi, Mathias Reymond et Dominique Vidal de L'opinion, ça se travaille... : Les médias et les "guerres justes", Éditions Agone, 6e édition, 2014.

## Ouvrages
- avec Serge Halimi, Mathias Reymond, Dominique Vidal, L’opinion, ça se travaille... Les médias et les « guerres justes, sixième édition actualisée & augmentée, Éditions Agone, 2014.
- avec Mathias Reymond, Mathieu Colloghan (illustrateur), Médias et mobilisations sociales : la morgue et le mépris, Éditions Syllepse, 2007  (ISBN 978-2-84950-136-8), code Dewey : 302.230
- avec Serge Halimi, Dominique Vidal (contribution), L'opinion, ça se travaille : les médias & les guerres justes, Éditions Agone, 2006  (ISBN 978-2-7489-0065-1), code Dewey : 303.375
- avec Antoine Schwartz et Mathieu Colloghan (illustrateur), Médias en campagne : retours sur le referendum de 2005, Éditions Syllepse, 2005  (ISBN 978-2-84950-081-1), code Dewey : 341.242
- avec Jacques Texier, Antoine Artous, Marx et l'appropriation sociale, Éditions Syllepse, 2003  (ISBN 978-2-84797-071-5), code Dewey : 335.4
- Émancipation - Petits essais de marxologie tatillonne en marge de quelques bouquins récemment parus, supplément à Critique communiste, revue trimestrielle de la LCR, mars 2002.
- avec Denis Berger, Une certaine idée du communisme : répliques à François Furet, Éditions du Félin, 1996  (ISBN 978-2-86645-234-6), code Dewey : 320.532
- Convoiter l'impossible : l'utopie avec Marx, malgré Marx, Albin Michel, 1995  (ISBN 978-2-226-07859-9), code Dewey : 321.07
- Congédier l'utopie ? L'utopie selon Karl Marx, 1994, Éditions L'Harmattan  (ISBN 978-2-7384-2870-7), code Dewey : 193
- Hegel passé, Hegel à venir, Éditions L'Harmattan, 1995  (ISBN 978-2-7384-3806-5).

## Articles (sélection)
- « Mai 68 : héritage sans testament », repris de Lignes no 34, mai 1998, Editions Hazan, p. 66-81, sous le titre « Mai 68 n’a pas eu lieu ».
- « Marx, le communisme, l'utopie », La Revue des deux mondes, avril 2000.
- « Éloge de la rébellion », Les Temps Modernes, no 587, mars-avril-mai 1996, 480 p., 135 × 215 mm,  (ISBN 2070745074).